# Диас, Хуниор
Ху́ниор Энри́ке Ди́ас Кэ́мпбелл (исп. Júnior Enrique Díaz Campbell; род. 12 сентября 1983[…], Эредия, Эредия, Эредия, Коста-Рика) — коста-риканский футболист, защитник. Выступал в сборной Коста-Рики. Участник Олимпийских игр 2004 года в Афинах, а также чемпионата мира 2014 года.

## Клубная карьера

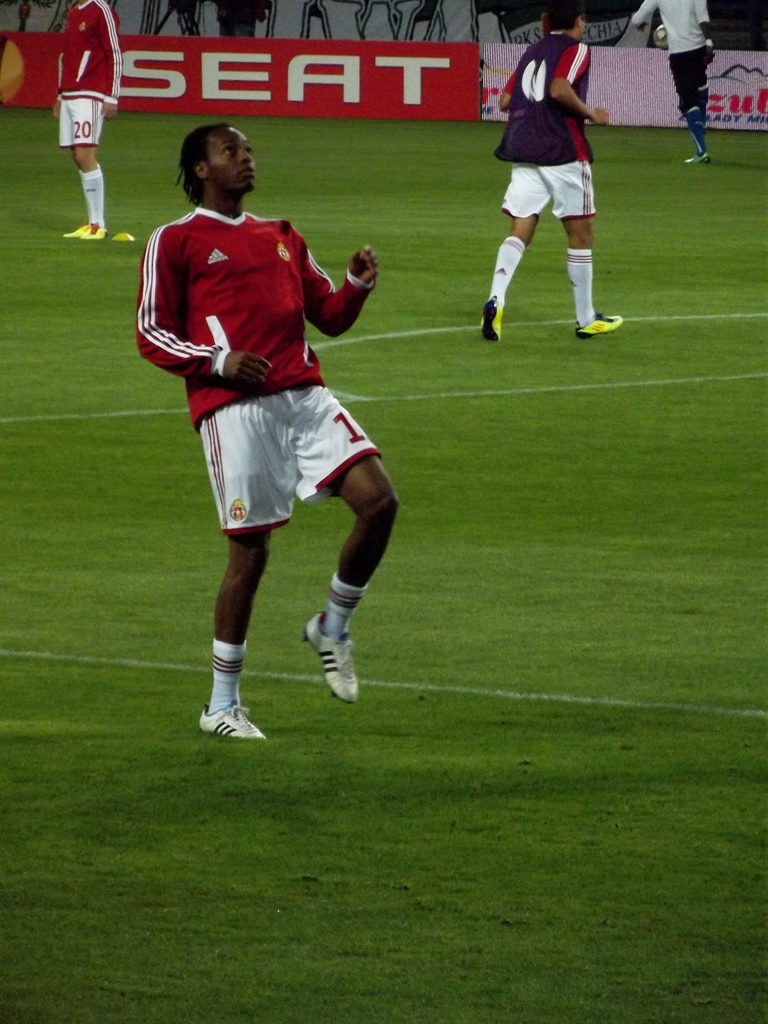
Диас в составе «Вислы»

В 2003 году Диас начал карьеру в клубе «Эредиано». В команде он провёл четыре сезона сыграв более 100 матчей и забил 10 мячей. В январе 2008 года Хуниор перешёл в краковскую «Вислу». 26 февраля в матче Кубка Экстраклассы против «Ягеллонии» он дебютировал за новую команду. 15 марта в поединке против «Леха» Диас дебютировал в польской Экстраклассе. В составе «Вислы» Хуниор трижды выиграл первенство Польши. 31 августа 2008 года Диас перешёл в бельгийский «Брюгге». 19 сентября в матче против «Шарлеруа» он дебютировал в Жюпиле Лиге. Из-за высокой конкуренции Хуниор не часто выходил на поле и по окончании сезона вернулся в «Вислу» на правах годичной аренды, после окончания которой «Брюгге» продал Диаса в немецкий «Майнц 05». 22 сентября 2012 года в матче против «Аугсбурга» он дебютировал в Бундеслиге. 30 сентября в поединке против «Вольфсбурга» Хуниор забил свой первый гол за новый клуб.
Летом 2015 года он перешёл в Дармштадт 98. 22 сентября в матче против бременского «Вердера» Диас дебютировал за новую команду.

## Международная карьера

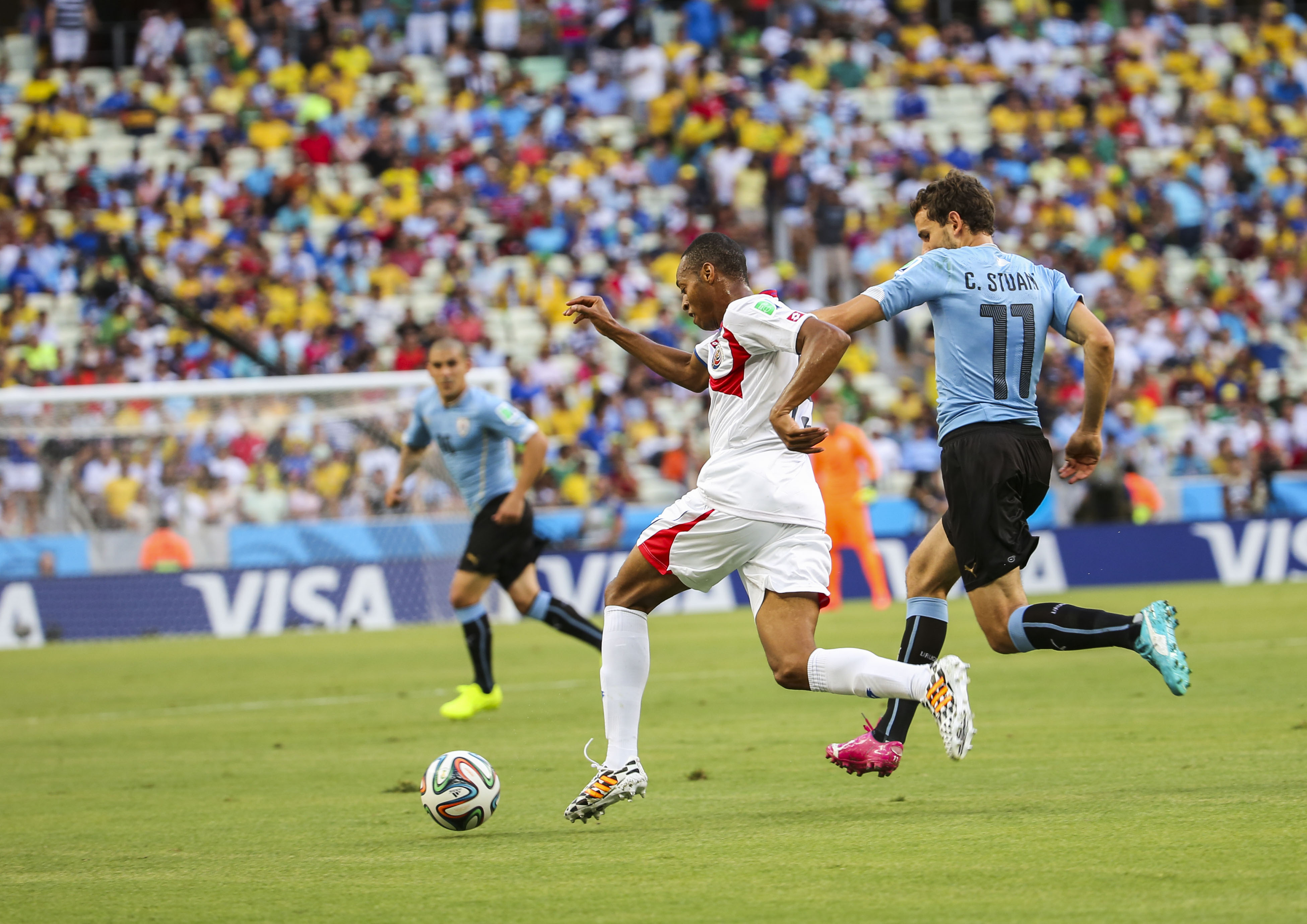
Диас (слева) на чемпионате мира 2010 в противоборстве с Кристианом Струани

7 май 2003 года в товарищеском матче против сборной Китая Хуниор дебютировал за сборную Коста-Рики. В 2004 году в составе сборной страны Диас поехал на Олимпийские игры в Афинах. На турнире он сыграл в матчах против команд Марокко, Ирака, Португалии, Аргентины и помог команде дойти до 1/4 финала. В том же году он принял участие в Кубка Америки в Перу. На турнире Хуниор сыграл в только в поединке против сборной Чили. В 2005 году в составе сборной он стал обладателем Центральноамериканского кубка. В том же году Хуниор принял участие в Золотом кубке КОНКАКАФ в 2005. На турнире он сыграл в поединке против сборной Кубы.
15 октября 2008 года во встрече отборочного раунда Чемпионата мира в ЮАР против сборной Гаити Диас забил свой первый гол за национальную команду.
В 2011 году Хуниор во второй раз принял участие в розыгрыше Золотого кубка КОНКАКАФ. На турнире он сыграл в матчах против сборных Кубы, Сальвадора, Мексики и Гондураса.
В 2013 году Хуниор в третий раз выступил на Золотом кубке КОНКАКАФ. На турнире он сыграл в поединках против команд Гондураса, США и Белиза.
В 2014 году Диас был включен в заявку сборной на участие в чемпионате мира в Бразилии. На турнире он сыграл в матчах против сборных Уругвая, Италии, Англии, Греции и Нидерландов.
В 2015 году Хуниор в четвёртый раз выступил на Золотом кубке КОНКАКАФ. На турнире он сыграл в поединках против команд Ямайки, Канады и Мексики.

### Голы за сборную Коста-Рики
| #   | Дата            | Место                                  | Противник | Счёт | Результат | Соревнование                      |
| --- | --------------- | -------------------------------------- | --------- | ---- | --------- | --------------------------------- |
| 01. | 15 октября 2008 | Рикардо Саприсса, Сан-Хосе, Коста-Рика | Гаити     | 1:0  | 2:0       | Чемпионата мира 2010 квалификация |

## Достижения
Командные
 «Висла» Краков
- Чемпионат Польши по футболу — 2007/2008
- Чемпионат Польши по футболу — 2008/2009
- Чемпионат Польши по футболу — 2010/2011

Международные
 Коста-Рика
- Центральноамериканский кубок — 2005